# Ursus 11034
Ursus 11034 – ciągnik rolniczy produkowany przez Ursus S.A. z siedzibą w Lublinie o mocy 113 koni mechanicznych. Ciągnik posiada m.in. silnik marki Perkins, układ przeniesienia napędu marki Carraro, niezależny i zależny WOM, komfortową i bezpieczną kabinę.

## Dane techniczne
| SILNIK (Marka i model)               | PERKINS 854E1 EURO IIIB               |
| ------------------------------------ | ------------------------------------- |
| Rodzaj silnika                       | turbodoładowany z chłodnicą powietrza |
| Moc (ISO 14396) kW/KM przy obr / min | 80 / 113 - 2200                       |
| Moment obrotowy, Nm przy obr / min   | 450 / 1600                            |
| Pojemność (cm3) / ilość cylindrów    | 3400 / 4                              |
| Filtr powietrza                      | suchy, dwustopniowy                   |
| Pojemność zbiornika paliwa (litr)    | 180                                   |